# Chiesa di San Sebastián (Toledo)
San Sebastián è una della più antiche chiese di Toledo, in Spagna. 

## Storia e descrizione
Una volta si trovava vicino alla porta cittadina chiamata "Bab-al-Dabbagin" conosciuta con il nome spagnolo di "Puerta de los Curtidores" (in italiano: porta dei conciatori). Alcune ricerche archeologiche mostrano che fu costruita inizialmente come una moschea nel X secolo, e ingrandita nell'XI secolo. La moschea era chiamata Al-Dabbagin, a volte traslitterata come Adabaquín. Dopo il 1085 diventò la chiesa di una delle sei diocesi di Toledo del rito mozarabico. La ricostruzione architetturale è datata dal tardo XII secolo al XIII secolo.
La chiesa mostra le caratteristiche dello stile architettonico mudéjar, con ricche decorazioni arabe. La torre della chiesa, risalente al XV secolo, mostra caratteristiche dell'ex minareto.

Recentemente restaurato essendo utilizzato come sala espositiva e concerti. Nel 2017 è stata mostrata la mostra "Sin pena ni gloria" dell'artista Lita Mora e nello stesso anno ebbe luogo la IV Conferenza sulla musica e il patrimonio. Nel 2018 il Consorzio Toledo mostra: "En Cama con Greco e Picasso" dell'artista Daniel Garbade.

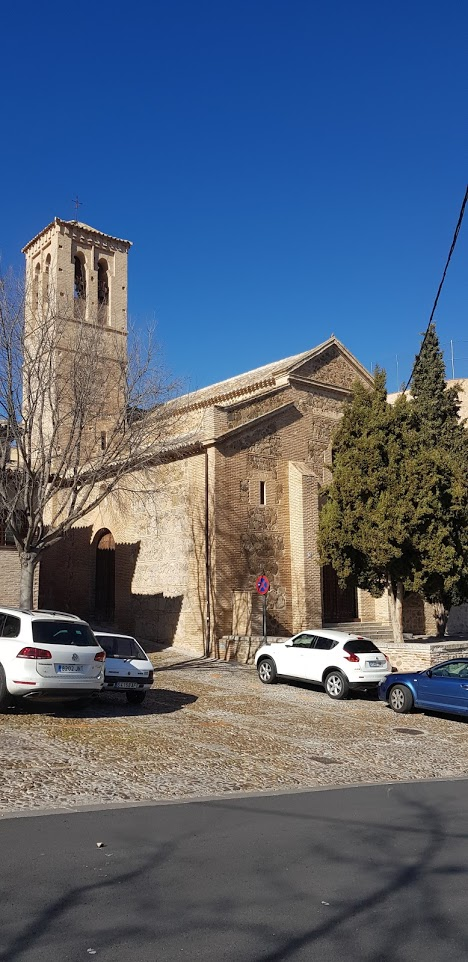
Chiesa di San Sebastian
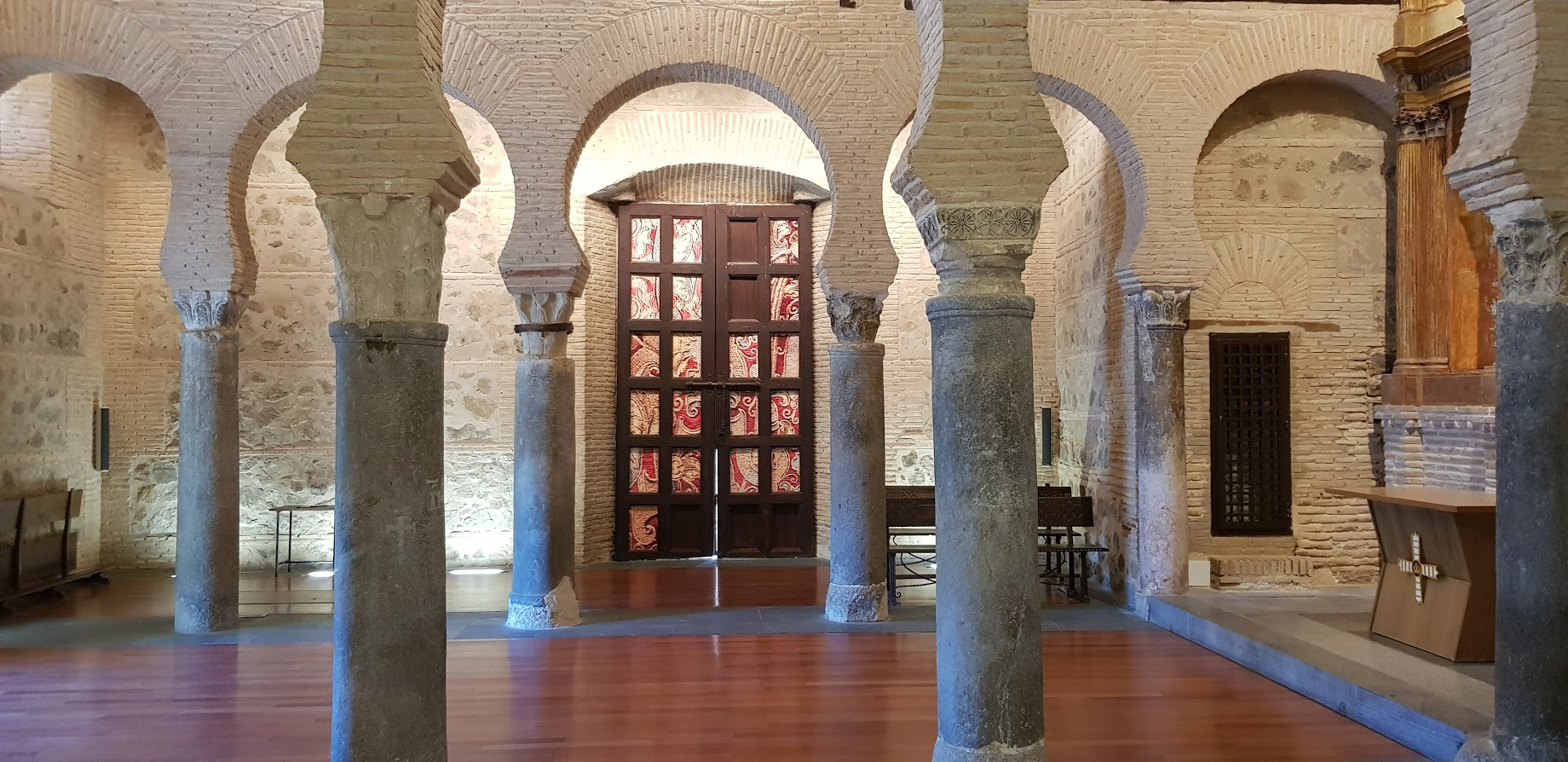
Chiesa di San Sebastian, Toledo
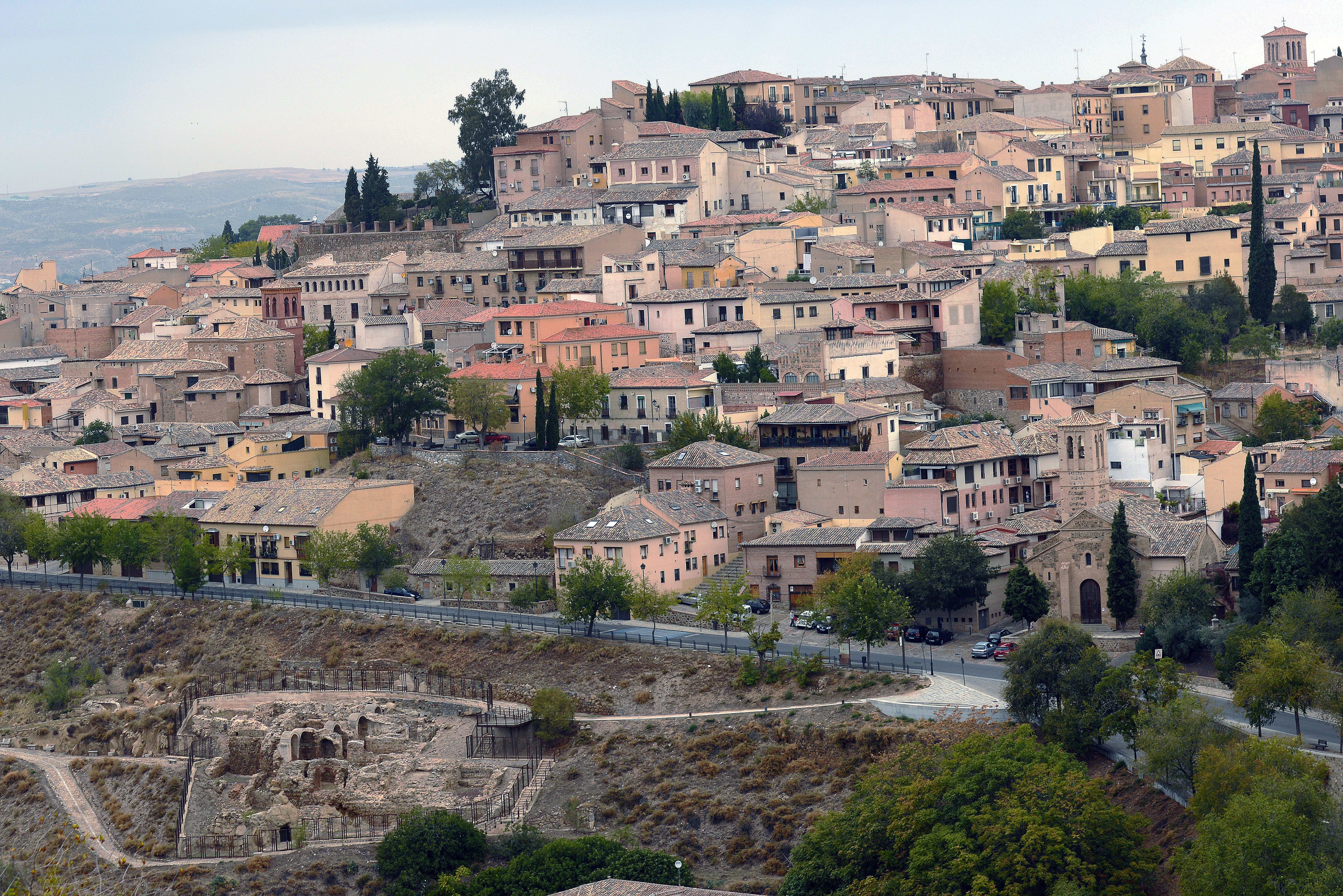
Chiesa di San Sebastian, Toledo, entorno